# كارين كارلسون
كارين كارلسون (بالإنجليزية: Karen Carlson)‏ هي ممثلة أمريكية، ولدت في 15 يناير 1945 بشريفبورت في الولايات المتحدة.

## أعمال

### أفلام
- (1972) المرشح

### مسلسلات
- الرجل الأخضر الخارق
- دالاس

## وصلات خارجية
- كارين كارلسون على موقع IMDb (الإنجليزية)
- كارين كارلسون على موقع ألو سيني (الفرنسية)
- كارين كارلسون على موقع أول موفي (الإنجليزية)
- كارين كارلسون على موقع قاعدة بيانات الأفلام السويدية (السويدية)
- كارين كارلسون على موقع قاعدة بيانات الفيلم (الإنجليزية)
- كارين كارلسون على موقع كينوبويسك (الروسية)